# Filip Karin
Filip Karin (* 13. Januar 1997) ist ein Schweizer Tischtennisspieler.

## Leben
Filip Karin wohnt in Dübendorf. Seit 2008 spielt er wettkampfmässig Tischtennis. Von seinem Jugendverein TTC Wädenswil zog es ihn 2015 zum damaligen Serienmeister TTC Rio-Star Muttenz. Nach zwei Saisons in der Nordwestschweiz in der Nationalliga A wechselte er zurück zum TTC Wädenswil, wo er im Jahre 2018 in der ersten Saison nach seiner Rückkehr mit in die höchste Spielklasse aufstieg. 2019 wechselte er nach dem Abstieg des TTC Wädenswil zum Nationalliga A Verein TTC Neuhausen, wo er drei Saisons spielte. Im Sommer 2022 zog es Karin in die Nationalliga B zum TTC Young Stars aus Zürich, wo er schon seit einiger Zeit wohnte.
Mit 18 Jahren wurde er Schweizer Meister im Einzel bei den Junioren. 2017 wurde er in der Elite Schweizer Meister im Mixed, zusammen mit Rahel Aschwanden. Mit Lionel Weber holte er 2018 den Titel im Doppel.
Von 2012 bis 2015 war Karin bei allen vier Jugend-Europameisterschaften im Einsatz. Im September 2017 nahm er für die Schweiz an der Team-Europameisterschaft in Luxemburg teil.
Seit 2022 arbeitet Karin im Finanzsektor bei der PPCmetrics AG in Zürich ppcmetrics.ch.

## Turnierergebnisse
| Verband | Veranstaltung       | Jahr | Ort       | Land | Einzel | Doppel | Mixed | Team |
| ------- | ------------------- | ---- | --------- | ---- | ------ | ------ | ----- | ---- |
| SUI     | Europameisterschaft | 2017 | Luxemburg | LUX  |        |        |       | 28   |
| SUI     | Universiade         | 2019 | Napoli    | ITA  |        |        |       |      |

## Erfolge
- 2018: Schweizer Meister Doppel mit Lionel Weber
- 2017: Schweizer Meister Mixed mit Rahel Aschwanden
- 2015: Schweizer Meister Einzel U18, Schweizer Meister Mixed U18
- 2014: Schweizer Meister Mixed U18, Schweizer Meister Doppel U18
- 2010: Schweizer Meister Mannschaft U13
- 2008: Schweizer Meister Mannschaft U13